# Maria Luiza Albertyna z Leiningen-Dagsburga-Falkenburga

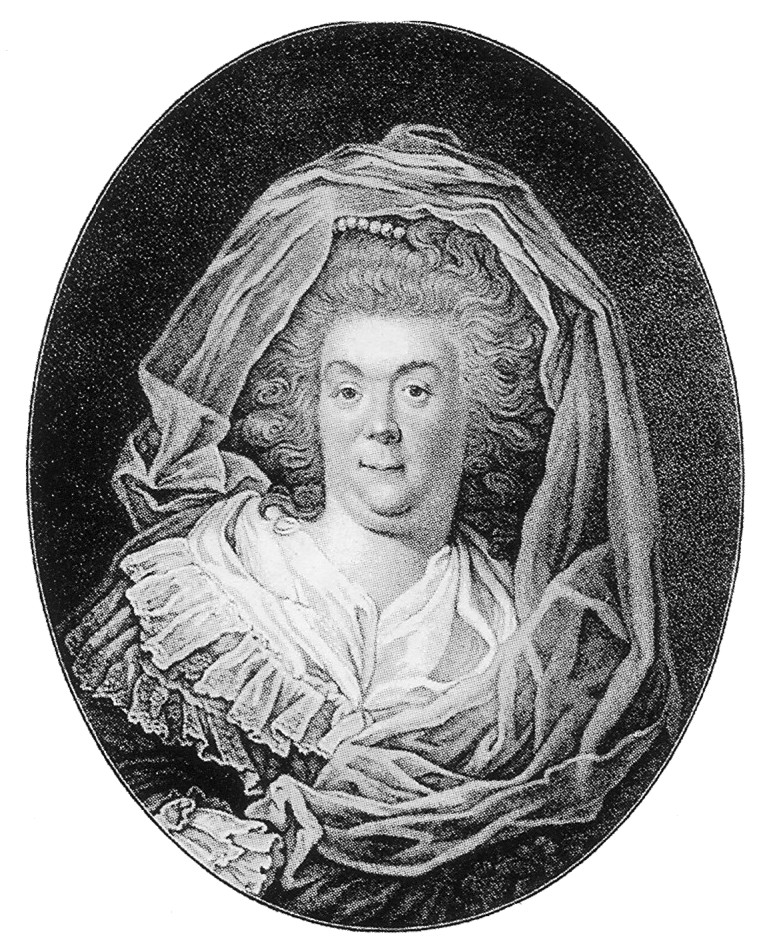
Księżniczka George (ok. 1790)

Maria Luiza Albertyna z Leiningen-Dagsburga-Falkenburga (16 marca 1729 w Heidesheim, zm. 11 marca 1818 w Neustrelitz); nazywana księżniczką George – dziedziczka majątku Broich i przez zamążpójście księżna z Hesji-Darmstadt. Była babcią i wychowawczynią późniejszej królowej Prus, Luizy.

## Życiorys
Maria Luise Albertine urodziła się na „zamku Heidesheim”, jako córka hrabiego Christiana Karla Reinharda z Leiningen-Dagsburga (1695–1766) i hrabiny Kathariny Polyxeny von Solms-Rödelheim (1702–1765). Przy śmierci swojego ojca odziedziczyła majątek Broich i zaczęła z dyrektorem budowniczym Nicolasem de Pigage odbudowywać i odrestaurowywać posiadłość, w tym zamek Broich. W 1806 Napoleon zlikwidował władzę na terenie Broich i przyłączył obszar w 1815 do Prus.
Księżniczka wyszła za mąż 16 marca 1748 w Heidesheim za księcia Jerzego Wilhelma z Hesji-Darmstadt, brata hrabi Ludwika IX.
Jej córki Fryderyka i Charlotte były pierwszą i drugą małżonką księcia Karola II Meklemburskiego. Jedna i druga umarła w łóżku dziecinnym. Karol z tego powodu zakończył służbę, jako gubernator w Hanowerze i przeprowadził się z dziećmi do swojej teściowej do Darmstadt. Księżniczka George była od 1782 wdową i zajęła się opieką i wychowaniem swoich wnucząt.
Tylko Charlotte, najstarsza córka księcia nie przeprowadziła się. Miała 16 lat, kiedy wydano ją za mąż. Jej ojciec przebywał bardzo często ze swoimi dwoma synami przy swojej córce w Hildburghausen. W 1787, przesiedlił się, po tym, jak został prezydentem cesarskiej komisji dłużniczej. Teraz Maria Luisa opiekowała się swoimi wnuczkami, Luizą, Teresą i Fryderyką, wykorzystując realne metody wychowawcze.
W 1790 Maria Luise Albertine pojechała z Luizą, Friederyką i Jerzym na cesarską koronację Leopolda II do Frankfurtu i mieszkała tutaj u Cathariny Elisabeth Goethe. W 1792 odbyła podróż kształcącą do Holandii. W 1792 uciekła z dziećmi przed wracającą armią francuską z Darmstadt do Hildburghausen, do swojej wnuczki i córki, Charlotte, gdzie do marca 1793 została. W drodze powrotnej do Darmstadt, podróżowała przez Frankfurt, gdzie miało miejsce pierwsze, zaaranżowane spotkanie Luizy z jej przyszłym mężem, Fryderykiem Wilhelmem. W 1793 towarzyszyła Luizie i Fryderyce w podróży na ich ślub do Berlina. Ostatnie lata życia spędziła na dworze swojego zięcia, Karola II, w Neustrelitz i odnalazła swój spokój w książęcej krypcie domu Wielkiego Księstwa Meklemburgii-Strelitz w Mirow.
Maria Luiza opisywana jest, jako świetna, ciepła, wesoła i przede wszystkim, jako postać, która posługiwała się mówiąc dialektem pałacowym. Bliskość do poddanych i jej dobre serce, przekazała w metodach wychowawczych swoim wnuczkom.

## Następcy

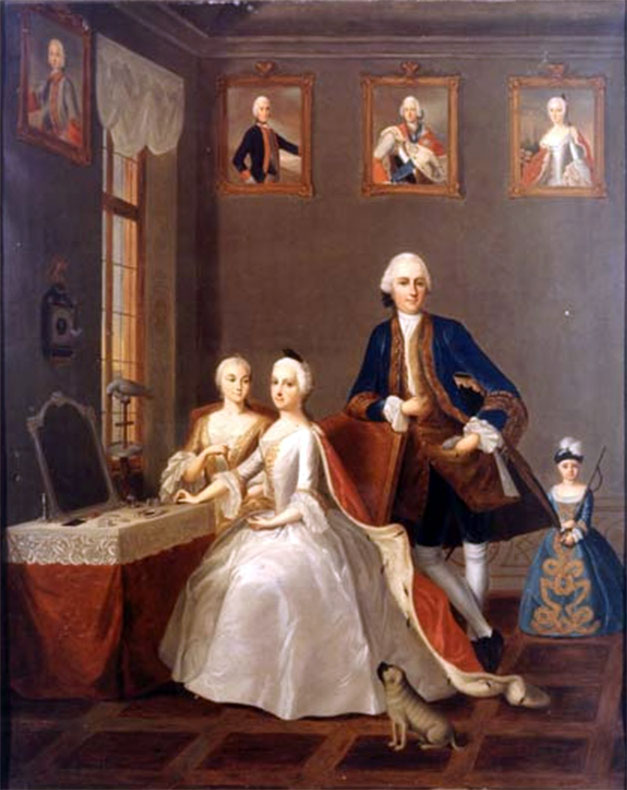
Książę Jerzy Wilhelm z Hesji-Darmstadt ze swoją rodziną

- Ludwig Georg Karl von Hessen-Darmstadt (1749–1823)
∞ (związek morganatyczny), 1788 Friederike Schmidt, „Freifrau von Hessenheim” (1751–1803)
- Georg Friedrich (1750–1750)
- Fryderyka Karolina z Hesji-Darmstadt (1752–1782)
∞ 1768 książę Karol II Meklemburski
- Georg Karl z Hesji-Darmstadt (1754–1830)
- Charlotte z Hesji-Darmstadt (1755–1785)
∞ 1784 książę Karol II Meklemburski
- Karl Wilhelm Georg (1757–1797)
- Friedrich Georg August z Hesji-Darmstadt (1759–1808)
∞ (związek morganatyczny), 1788 Karoline Luise Salome Seitz, „Żona Friedricha” (1768–1812)
- Luiza Henrietta Karolina z Hesji-Darmstadt (1761–1829)
∞ 1777 hrabia Ludwik I (wielki książę Hesji), jako Ludwig I, wielki książę z Hesji nad Renem 1806 (1753–1830)
- Augusta Wilhelmina Maria z Hesji-Darmstadt (1765–1796)
∞ 1785 Maksymilian I Józef Wittelsbach, król Bawarii